# Route nationale 182
Pour les articles homonymes, voir Route 182.
La route nationale 182, ou RN 182, est une route nationale française assurant la continuité de l'A131 au niveau du Pont de Tancarville.
Jusqu'en 2006, elle comprenait une autre section reliant Harfleur au Havre (déclassée).
Auparavant, la RN 182 reliait Bonnières-sur-Seine au Havre. En 1952, le tronçon de Bonnières-sur-Seine à Rouen fut renuméroté une première fois RN 13BIS, puis, après la réforme de la numérotation des routes nationales, RN 15.
À la suite de la réforme de 1972, le tronçon de Rouen à Harfleur fut déclassé en RD 982. Le tronçon d'Harfleur au Havre fut renuméroté RN 15 alors que la RN 182 reprenait l'ancien tracé de la RN 14 entre Harfleur et Le Havre.
Au niveau du Pont de Tancarville, la RN 182 reprit l'ancienne RN 810, soit la traversée du pont et la voie d'accès à partir de l'A 13.
Le tronçon Bonnières-sur-Seine - Rouen de la RN 182 fut transformé en RN 13BIS, mais la RN 182A qui reliait Heudebouville à Louviers ne fut pas renumérotée. Aussi, jusqu'à ce qu'elle devienne la RN 155 dans les années 1970, la RN 182A se trouva isolée de plusieurs dizaines de kilomètres de sa branche mère qui était alors limitée au trajet Rouen - Le Havre.

## De Bonnières-sur-Seine au Havre

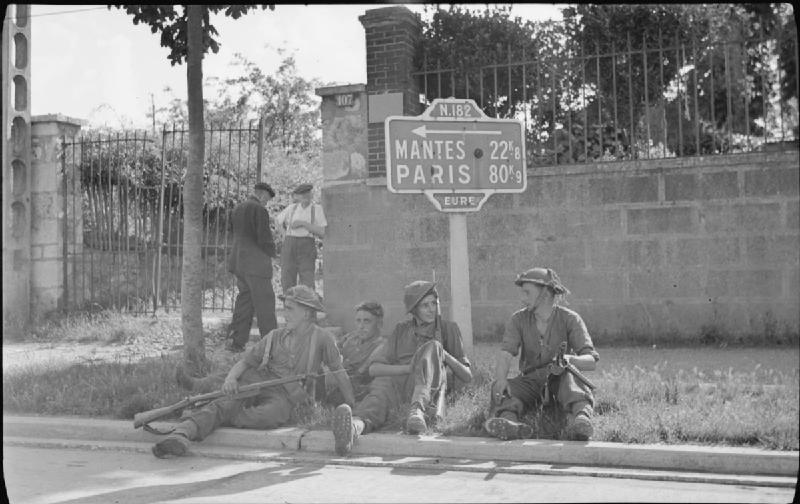
Soldats britanniques se reposant à Vernon le 25 août 1944.

### De Bonnières-sur-Seine à Gaillon (D 915 et D 6015)
- Bonnières-sur-Seine D 915 (km 0)
- Port-Villez D 6015 (km 5)
- Vernon (km 9)
- Saint-Marcel (km 12)
- Saint-Just (km 13)
- Saint-Pierre-d'Autils (km 14)
- Le Goulet, communes de Saint-Pierre-de-Bailleul et de Saint-Pierre-la-Garenne (km 18)
- Bailly, commune de Saint-Pierre-la-Garenne (km 19)
- Les Sables, commune de Saint-Aubin-sur-Gaillon (km 23)
- Gaillon D 6015 (km 24)

### De Gaillon à Rouen (D 6015)
- Gaillon D 6015 (km 24)
- Le Mesnil-Béhier, hameau de Sainte-Barbe-sur-Gaillon (km 25)
- Vieux-Villez (km 27)
- Fontaine-Bellenger (km 30)
- Heudebouville (km 32)
- Vironvay (km 34)
- Val-de-Reuil (km 40)
- Pont-de-l'Arche (km 46)
- Igoville (km 49)
- Le Port-Saint-Ouen (km 53)
- Saint-Adrien, hameau de Belbeuf (km 58)
- Amfreville-la-Mi-Voie (km 60)
- Bonsecours (km 62)
- Rouen D 6015 (km 65)

### De Rouen à Caudebec-en-Caux (D 982)
- Rouen D 982 (km 65)
- Canteleu (km 69)
- Saint-Martin-de-Boscherville (km 76)
- Le Mesnil et La Fontaine, commune d'Hénouville (km 79)
- L'Ânerie, commune de Saint-Pierre-de-Varengeville (km 81)
- Duclair (km 85)
- Yainville (km 89)
- Le Trait (km 92)
- Caudebecquet, commune de Saint-Wandrille-Rançon (km 98)
- Caudebec-en-Caux D 982 (km 100)

### De Caudebec-en-Caux au Havre (D 982 et D 6015)
- Caudebec-en-Caux D 982 (km 100)
- Saint-Arnoult (km 106)
- Anquetierville (km 108)
- Auberville-la-Campagne (km 110)
- La Frénaye (km 112)
- Lillebonne (km 116)
- Radicâtel, commune de Saint-Jean-de-Folleville (km 120)
- Tancarville (km 123)
- Le Hode, commune de Saint-Vigor-d'Ymonville (km 132)
- Rogerville (km 140)
- Gonfreville-l'Orcher D 982 (km 143)
- Harfleur D 6015 (km 145)
- Le Havre D 6015 (km 152)